# 人·兽·鬼
《人·兽·鬼》是中国作家钱钟书的一部短篇小说集，共有《上帝的梦》、《猫》、《灵感》、《纪念》四篇小说。1946年第一次出版。
本书英文版由哥伦比亚大学出版社于2010年出版。